# ビーチボーイズ (テレビドラマ)
『ビーチボーイズ』（Beach Boys）は、1997年7月7日から9月22日までフジテレビ系「月9」枠で放送されたテレビドラマ。反町隆史と竹野内豊のダブル主演作。
1997年9月にはノベライズ本も発売されている。
1997年12月27日に総集編が放送され、1998年1月3日にはスペシャルドラマが放送された。
2010年7月21日にDVD-BOX（全12話+SPドラマ／7枚組）、2023年7月26日にBlu-ray Box（全12話+SPドラマ／4枚組）が発売された。
2023年12月15日からはFODにて、スピンオフスペシャルドラマ『ビーチボーイズに憧れて』（主演は、スピードワゴンの小沢一敬・チュートリアルの徳井義実）が配信され、前述ドラマには反町も出演している。

## 解説
それまでラブストーリーが多かった月9作品としては珍しい男同士の友情を軸に描いたドラマである。平均視聴率23.7％、最高視聴率26.5％を記録して大ヒット。反町隆史の出世作となった。これ以降の月9は男性俳優を主演としたサスペンスやコメディも企画されるなど、その幅を広げていくことになる。

## あらすじ
女に捨てられ、行き場を失った桜井広海。大企業総和物産に勤める鈴木海都はミスでプロジェクトを潰してしまい、仕事から外されてしまう。出会うはずもないようなこの男2人が、しばしの休息を求めて海の見える地へと向かった。遭遇した2人が辿り着いたのは、寂れた民宿ダイヤモンドヘッド。
人生の頼れる先輩、だけど堅物そうに見える初老の経営者・和泉勝と孫娘・真琴がきりもりする民宿に転がり込んだ広海は、強引にバイトを決め込み、海都はマイペースに休日を過ごし始めた。広海の何事にも脳天気で、行動的なペースに次第に海都がはまり始めた頃、勝は民宿をたたむことを告げる。勝の決心は固そうだった。
そしてまた、別々に東京に戻っていく2人の男。取り残されたような真琴。だが勝はすでに真琴を東京にいる母のもとへ行かせることを決めていたのだった。
やっぱり海だ!2人の男は結局また民宿にもどってくる。

## キャスト

### 主要人物
桜井 広海〈24〉
演 - 反町隆史
このドラマの主人公。能天気でお調子者でスケベでいい加減な楽観主義者。いわゆるチャラ男だが、内面は繊細な一面を持ち、人の知らないところではかなり気を遣うところもある。民宿「ダイヤモンドヘッド」に来る以前は原富士子と付き合っており、彼女の元でヒモ暮らしをしており、料理の腕はかなり上手い。
愛車はルノー・4キャトル。ガソリンを少なく入れる悪癖があるため、しばしばガス欠を起こして、海都他同乗者によく迷惑をかけることがある。
子供の頃はライダーマンが好きだったが、変身する結城丈二（じょうじ）のことを結城しょうじと聞き違えてたり、専用バイク「ライダーマンマシン」の名前を「ライダーマシン」と誤解し、マシンの最高速度を200km/hにも満たない（実際の最高速度は250km/h）と語るなど、意外と基本データに疎かった。
スペシャル編では、原田泉と共にサウスマリアナ島に渡り、彼女の父親からホテルのプールサイドにあるカフェ「ダイヤモンドカフェ」を任されて、なんと経営者になっている。ろくに英語もしゃべれないにも拘らず、持ち前の明るさから店でも人気者となる。
鈴木 海都〈27〉
演 - 竹野内豊
このドラマのもう1人の主人公。クールで冷静沈着な秀才であり、何事も論理的な視点から捉えようとするゆえ、少々頭が固い部分も。相当の負けず嫌い。元々はエリート商社マンで、自分が立ち上げたプロジェクトに失敗し、休養に「ダイヤモンドヘッド」へ客として来たが、広海たち「ダイヤモンドヘッド」の人々に影響を受けるうちに会社を辞めることを決意。「ダイヤモンドヘッド」に戻ってきた。
彼も広海と同年代の為、ライダーマンに詳しく、広海のライダーマンに関する知識の誤りを全て指摘した。
スペシャル編では、1日違いで彼もサウスマリアナ島に渡り、イルカなどの海洋生物を捕獲して、海を知らない子供たちに届けるという仕事をしている。
あちこちで感じる広海の気配に嫌な予感を感じていたが、不安が的中する。
和泉 真琴〈17〉
演 - 広末涼子
自称、民宿「ダイヤモンドヘッド」の看板娘の高校生。母親は離婚しており、落ち着くまでの間はと祖父の勝に預けられている為、民宿を手伝いながら二人で暮らしている。
見た目が幼く見えるせいか、子供扱いされると、すぐ機嫌を損ねる。
母親から捨てられた訳ではないが、置いていかれたような形で別れた為、嫌いではないようだが非常に複雑な感情を持っている。
スペシャル編では、12月であるにもかかわらず繁盛している事に喜んでいたが、広海と海都がいない生活に寂しさを見せている。
和泉 勝〈62〉
演 - マイク眞木
民宿「ダイヤモンドヘッド」の経営者。昔はサーファーで、自称「日本で初めてサーフィンをやった男」。仕事はそっちのけでボートエンジンの整備や車の修理など、何かを作ったり整備したりと趣味が優先。しかし、渚二号店（海の家）では女の子との会話が出来るからと率先して店先に立つ典型的なスケベ親父。
見た目の通り頑固者で口が悪いが、逆に見た目と違って子供っぽい部分もある。しかし、その自由に生きてきた生きざまから周りの人間には愛されている。12話で死去した。
前田 春子〈26〉
演 - 稲森いずみ
スナック「渚」のマドンナ。勝との付き合いは昔からで、お互いの過去をよく知っている。過去に離婚経験があり、その際に相手の両親に一方的に「息子」を取られている。毎日来るはずのないその「息子」からの手紙を待っているが…。
スペシャル編では、「ダイヤモンドヘッド」の新社長となり、営業努力のおかげで勝が経営していた冬の時期より繁盛している。クリスマスパーティーで再会した桜や富士子から広海たちが同じ南の島で偶然再会したことを知る。年末恒例の福引き券の特賞にサウスマリアナ島行きの旅行券がある事を知り、当てようとするが…。

### 広海の関係者
原 富士子〈24〉
演 - 辻香緒里（第1話 - 第2話・第5話 - 第6話・スペシャル）
広海の元恋人。スタイリストをしており、撮影に追われる毎日を過ごしている。性格は至ってサバサバしており、別れた広海とも平気で会ったりしている様子。恋人もとっかえひっかえしているがあまり長続きはしない。口が軽く、酔っぱらうと特におしゃべりになり、広海の過去を次々と暴露する。
スペシャル編では、招待状をもらった春子の元に桜と訪れる。
清水
演 - 山本太郎（第5話）
広海とオリンピックを争っていた元選手。現在はナショナルチームのコーチを務めるが、オリンピック選考会で棄権した広海の代わりにオリンピックに代表になった。だが、マスコミや周囲からは「桜井が怪我してオリンピックに行った清水」と言われるようになり、桜井の次としてしか扱われないせいで性格は荒んでしまっている。物語の後半で広海と水泳勝負をして、勝った。
原田 泉
演 - 篠原涼子（スペシャル）
女子大生。日本に留学していたが、男に騙されて海で自殺しようとしていたところをたまたま近くにいた広海に救われる。広海に好意を寄せており、彼の経営するカフェの手伝いをしている。
泉の父
演 - 竜雷太（スペシャル）
サウスマリアナ島で「ダイヤモンドカフェ」があるホテルを経営する人物で、広海の雇い主。娘を救ってくれた広海を恩人としてだけでなく、娘を大切にしてくれている彼を大変気に入っており、ホテルとカフェの経営を任せている。

### 海都の関係者
山崎 桜〈24〉
演 - 秋本祐希（第1話 - 第4話・第6話 - 第7話・最終話・スペシャル）
海都と同じ会社で働く恋人。一見上品で都会的な女性だが、料理や家事もしっかりこなせる、勝曰く「できた女」。
第7話では「ダイヤモンドヘッド」に遊びに来た際、同じく遊びに来ていた菊田美智恵に海都の「嫁」扱いされ、民宿の手伝いをする事に。
スペシャル編では、富士子と共に招待状をもらった春子たちとクリスマスパーティーをするために民宿を訪れる。
大崎部長
演 - 平泉成（第1話 - 第4話）
海都の上司。第4話では会社を辞めた海都を連れ戻しに民宿へ現れる。
亜希子
演 - ひがたともこ（第6話）
瞳
演 - 浅倉涼子（第6話）
上記2名は桜の友人で、海都の元同僚。勝手に辞めた海都に寂しい思いをしている桜の事を話す。
高梨 夏美
演 - 桐島かれん（スペシャル）
サウスマリアナ島生まれの日本人女性。海都の仕事の上司。南の島をパラダイスだと思っている人間が大嫌いらしい。イルカの搬送が予定より早くなってしまった事で海都から反発を受けると、「仕事に向かない」「優しすぎる」と言うが、実は本心では海都と同じ様子。

### 真琴の関係者
内藤 祐介〈17〉
演 - 川岡大次郎
真琴のクラスメート。真琴に対し想いを寄せている。授業中に真琴を眺めたり、似顔絵を書いたりとわずかながらどこかストーカーチック。真琴も気付いてはいるがあまり相手にされていない模様。高校卒業後は大学進学を目指しており、夏休み返上で受験勉強に励む。海都を尊敬しているようである。
スペシャル編では、後ろ向きな気持ちだった夏の頃とは変わり、前向きに勉強に励む毎日。海都と同じ会社に入り、何年後かに辞めてやることを目標としている。
真下 裕子〈17〉
演 - 佐藤仁美
真琴と祐介のクラスメートで祐介とはナイスコンビ。明るい性格だが、「彼女に秘密を知られると街中の人が知る」と言われる程おしゃべりで、知ったとたんに街中を駆け回り人に言いふらしまくる。しかも、話を誇張してしまう為、真実とは違う形で内容が伝わり困惑する。
スペシャル編では、ついに彼氏が出来た事で念願のディズニーランドにクリスマスに二人で行く予定だったが…。
真琴、裕介、裕子の担任
演 - 久我美智子（第1話・第9話・第10話）
和泉 慶子
演 - 田中好子（第10話・最終話）
和泉勝の娘であり、真琴の母親。離婚のショックから勝に真琴を預けて東京で仕事をしている。真琴の進路相談の為に学校を訪れる。

### 春子の関係者
吉永 一樹
演 - 入江雅人（第9話）
春子の離婚した元夫。父親の会社で働いており、シンガポールで支社を任される為に移住する事が決まっており、その前に一目春子に息子を会わせたいと、1日だけ春子に預けに訪れる。
吉永 春樹
演 - 大高力也（第9話）
6歳になる春子の息子。1歳の時に別れ、今では新しい母親がいる為、全く春子を覚えていない。

### 他の出演者
寺尾 はづき〈21〉
演 - 原沙知絵
「ダイヤモンドヘッド」の近くの別荘で療養をする女の子。バレー選手で、国体に出場するほどの実力だったが、心臓の病気を患ってしまい夢を断たれる。そのせいで消極的、閉鎖的な性格になってしまい今に至るが、強引な広海のプッシュで次第に心を開くようになり、「渚」や「ダイヤモンドヘッド」の手伝いをするようになり少しずつ明るい性格に変わっていく。実家はお金持ちである。12話で自分の居場所は東京であると気づき、東京へ帰った。
SP編は登場していない。
蓑田 利夫〈42〉
演 - 平賀雅臣
タクシー運転手。春子に好意を抱いており、毎夜毎夜「渚」に通うが全く相手にされていない。観光者をカモに同じ場所をぐるぐると回ってはメーターを伸ばしてタクシー料金をぼったくっている。殿村とは学生時代の部活で先輩後輩の仲である。
スペシャル編では、春子から譲り受けた「渚」をタクシー運転手との二足のわらじで経営。しかし、ただでさえ客足が少なかった店が、看板の春子がいなくなった事でさらに経営が悪化する。
殿村 公三〈40〉
演 - 武野功雄
郵便配達員。蓑田とは学生時代の部活で先輩後輩の仲。手紙を待つ春子に請求書ばかり持ってくるため、ちょっと冷たくされてしまう。
スペシャル編では、同じく春子から譲り受けた「渚」を郵便配達員との二足のわらじで蓑田と経営する。しかし、春子目当てで来た客は二人の顔を見ると帰ってしまう。
ガソリンスタンドの店員
演 - 遠山俊也（第1話）
広海に「ダイヤモンドヘッド」を教えた。
大崎部長の妻
演 - あづみれいか（第4話）
大崎の妻。終盤で勝に大崎の意外な本心を語る。
大崎俊介
演 - 崎本大海（第4話）
大崎祥吾
演 - 白根隆也（第4話）
上記2名は大崎の息子。
菊田 美智恵
演 - 浅茅陽子（第7話）
「ある理由」で年に1度、同じ日に必ず訪れ、民宿をあれこれと仕切っては帰っていく女性。今年は広海と海都たちをこき使っては教育し、更には桜を「嫁」扱いして姑のように接している。
佐藤 千秋
演 - 畑野浩子（第7話）
美崎信用金庫職員。海都に好意を持ち、広海と接客態度に差別をつける。
アロハの客
演 - 春一番（第7話）
真琴をナンパした。
小倉
演 - 木村剛（最終話）
サーファーの客。
飛行機の乗客
演 - 木村佳乃（友情出演・スペシャル）
「ある事」から新聞に載ることになった広海と海都の隣の席になってしまい、二人を見て怯える。が、二人の喧嘩の内容に口を出した事で意気投合する。
福引き屋のオヤジ
演 - 佐藤蛾次郎（スペシャル）
商店街の福引きを仕切るオヤジ。春子が狙う特賞が当たらない為に因縁を付けられてしまう。
牢屋のオヤジ
演 - マイク眞木（スペシャル）
何かの罪で牢屋に入れられている老人。勝にあまりに似ていた為に広海たちも見間違えて驚いた。牢屋の中で喧嘩する二人を英語で怒鳴り付けた上に、発言まであまりに似ていた。
- その他 - 田鍋謙一郎（第1話）、植田良一（第1話）、武智健二（第1話）、あらいみえこ（第2話）、エイジ（第2話）、遠藤優（第2話）、西條直樹（第3話）、山中聡（第3話）、山田明子（第3話）、木地谷澄（第3話）、斉藤彩子（第3話）、嶋田ゆり（第3話）、水森コウ太（第5話）、ト字たかお（第5話）、椎名茂（第5話）、田口主将（第5話 - 商店街の八百屋さん）、佐竹大輔（第5話）、岡田正義（第5話）、郷田ほづみ（第8話）、谷田部聖子（第11話）、吉川共久（最終話）、木村恵之（最終話）、チャック ウイルソン（スペシャル）、磯村千花子（スペシャル）、エドワード サーディ（スペシャル）、石川大門（スペシャル）

## スタッフ
- 脚本 - 岡田惠和
- 演出 - 石坂理江子、澤田鎌作、木村達昭
- 音楽 - 武部聡志
- 主題歌 - 反町隆史 with Richie Sambora「Forever」（マーキュリー・ミュージックエンタテインメント）
- 挿入歌 - 山口由子「Sing a love song for me」（マーキュリー・ミュージックエンタテインメント）
- その他使用歌 - Richie Sambora「HARD TIMES COME EASY」
- 最終話使用歌 - The Beautiful South「I'll Sail This Ship Alone」
- サウンドトラック
  - 「ビーチボーイズ ORIGINAL SOUNDTRACK」
  - 「ビーチボーイズ ORIGINAL SOUNDTRACK II」
- 演出補 - 安見悟朗、樹下直美、杉浦祐樹、大木綾子、鹿浜勉
- 協力 - 渋谷ビデオスタジオ、バスク、フェネック、エス・スリー、ナカガワ・プロスパー、K&L、M.V.B.、TITAN GOVERNMENT
- キャスティングプロデューサー - 東海林秀文
- プロデュース - 亀山千広、高井一郎
- プロデュース補 - 谷古浩子、榊原妙子、鹿内植
- 制作 - フジテレビ第一制作部
- 制作著作 - フジテレビ

## エピソードリスト

### 連続ドラマ
- 第1話は30分拡大（21:00 - 22:24）、最終回は25分拡大（21:05 - 22:24）。

| 話数 | エピソードタイトル                      | 初回放送日    | 演出       | 視聴率 |
| --- | --------------------------------------- | ------------- | ---------- | ------ |
| 第1話 | 夏、へんなヤツがやってきた、同時に2人も | 1997年7月7日  | 石坂理江子 | 25.1%  |
| 東京でヒモ暮らしをしていた桜井広海は恋人富士子から追い出され、車内で野宿をしていた。一方、大手商社で大きなプロジェクトを失敗し外された鈴木海都はあてのない旅行に出かける。ふと車窓から外を見ると、野宿をしていた桜井広海の車を目にした海都は気まぐれからガス欠になった彼の車を助ける事に。その頃、民宿「ダイヤモンドヘッド」では自称看板娘の和泉真琴が学校から帰宅。怪我をして病院から帰ってきた祖父の和泉勝を出迎えていた。そこにガス欠の車を押す二人が現れ、舵を取り損なった車に海へ投げ出されてしまい、さらに海都は財布を無くし、客としてきたにもかかわらず、従業員部屋で広海と雑魚寝させられるハメになってしまい、ヘンな二人の生活が始まる。。。 |                                         |               |            |        |
| 第2話 | 私、ここにいたい                        | 1997年7月14日 | 石坂理江子 | 22.8%  |
| 真琴を東京の母親の元に返す為に民宿をたたむことを決めた勝。しかし、ここにいたい広海は経営が苦しいのだと思った彼は、客が来ればたたまなくてよくなると思い元恋人の富士子を呼びつけて売上アップを狙うが。。。 |                                         |               |            |        |
| 第3話 | 彼が残した忘れ物                        | 1997年7月21日 | 澤田鎌作   | 26.5%  |
| 休みを終えて海都は会社に戻った。失敗したプロジェクトが波に乗り出し、順調に進んでいくが、彼はある「決心」を固めていた。一方その頃、部屋を掃除中に「あるモノ」を見つけた真琴は、その忘れ物を届けに東京の税理士へのお使いを頼まれた広海の車に忍び込んで無理矢理東京に着いていく。広海は真琴と一緒にいる事を電話で報告し、それを知った勝は広海に密かに真琴の母親の住所を託すが。。。 |                                         |               |            |        |
| 第4話 | 優しさのある場所                        | 1997年7月28日 | 澤田鎌作   | 24.3%  |
| 民宿で働き始めた海都の元に、会社での上司だった大崎が家族でやって来た。海都を連れ戻しに来た大崎を接客することになった海都だったが、大崎の説得を受けた彼は。。。 |                                         |               |            |        |
| 第5話 | やってきた渚のライバル                  | 1997年8月4日  | 石坂理江子 | 22.8%  |
| 民宿に広海を探して酔っ払いが現れた。「清水」と広海が声をかけるその男は清水じゃない！と言い出し、「桜井が怪我をしてオリンピックに行った清水」とわざわざ言い直す彼は元オリンピック選手で、更に広海はオリンピック代表候補だった事を話し出す。。。 |                                         |               |            |        |
| 第6話 | それは花火で始まった                    | 1997年8月11日 | 木村達昭   | 21.9%  |
| 毎年恒例の花火大会が明日に迫り、ウキウキの広海。裕子たちも楽しみにしているが、真琴は民宿の娘だからと諦めムード。何とかしてやりたい春子は自分が着ていたお古の浴衣を着せてやろうと繕いはじめるが。。。一方、海都は花火大会を見に来た桜と友達を出迎えるがそこに桜の姿はない。海都は桜の友人から意外な理由を聞いてしまう。。。 |                                         |               |            |        |
| 第7話 | 海がくれた勇気                          | 1997年8月18日 | 澤田鎌作   | 24.1%  |
| またしてもガス欠をやらかした車を押しながらいつものように口喧嘩をする二人。一方、民宿では二人のせいで真琴は大忙し。そして、毎年同じ日にやって来る美智恵がやって来た。民宿の掃除を何から何まで仕切っていく彼女に振り回される三人。さらには遊びに来ていた桜まで巻き込まれ。。。 |                                         |               |            |        |
| 第8話 | 彼らとともに夏が去る                    | 1997年8月25日 | 石坂理江子 | 24.7%  |
| 夏休みも佳境になり、駆け込み客で大にぎわいの民宿。一方「渚」でもお客で大にぎわいで、遊びに来ていた葉月も手伝う事に。夜になりようやくひと息ついた五人。ふと海都は「夏の終わり」っていつだろうと言い始めたが、みんなの答えはバラバラで。。。 |                                         |               |            |        |
| 第9話 | この想い、君に届けたい                  | 1997年9月1日  | 澤田鎌作   | 23.5%  |
| 来るはずのない手紙を待つ春子の元についに手紙が届く。読むと父親が海外に赴任する為に移住すると書いてあり、その前にせめてもと1日だけ預かって欲しいという。しかし、子供には新しい母親がおり、春子は名乗らないという。あまりに辛い選択をした春子を何とかしてやりたいと思う広海だが、海都は春子の決意を尊重しようと思い。。。 |                                         |               |            |        |
| 第10話 | 彼らの夏が終わるとき                    | 1997年9月8日  | 石坂理江子 | 23.5%  |
| 夏休みが終わり、学校が始まった真琴は三者面談に母親を呼ぶか迷っていた。民宿では客足がプッツリ無くなった事を淋しそうに片付けをする二人。しかし勝は「これからが楽しいんだ」と二人を連れて山に繰り出す。男だけで山を満喫する三人だったが、勝の心の内だけは違っていた。。。一方、置いてけぼりをくらった真琴は未だに三者面談を迷っており、現れた春子の後押しもあってようやく電話をかける。。。 |                                         |               |            |        |
| 第11話 | 海への想い、永遠の別れ                  | 1997年9月15日 | 澤田鎌作   | 22.7%  |
| ある日のこと。勝が小包を持って帰ってきた。中身はなんとウェットスーツ。すると突然、勝はサーフィンをやると言い出す。みんなに笑われながらも波に乗った勝だったが、何十年ぶりのサーフィンは当然ながら散々な結果に。恥ずかしい姿を見られて塞ぎ混んだかに見えたが、勝の闘志に再び火が付き、広海や海都を巻き込んでのトレーニングが始まる。。。 |                                         |               |            |        |
| 最終話 | さよなら夏の日…                         | 1997年9月22日 | 石坂理江子 | 22.5%  |
| 勝が死んだ。大きなショックを受ける一同。主を失った事で民宿は存亡の危機に陥り、真琴は居場所を失おうとしていた。広海と海都も大切な存在だった勝を亡くしたことで落ち込み、特に広海は大きな喪失感に駆られていた。そんな中でここを離れる決断に迫られていた二人だが、広海はショックから決めることが出来ずにいた。そして、民宿の行く末を左右する決断を春子は決意する。それぞれが大きな決断をする中、彼らは一体どうするのか。。。 |                                         |               |            |        |

- 平均視聴率 23.7%[3]（視聴率はビデオリサーチ調べ、関東地区・世帯）

### スペシャルドラマ
| 話数 | エピソードタイトル                                                   | 初回放送日   | 演出       | 視聴率 |
| --- | -------------------------------------------------------------------- | ------------ | ---------- | ------ |
| 1 | ヤツらはやっぱり海にいた！恋とイルカとカーチェイス、真夏の暑い大冒険 | 1998年1月3日 | 石坂理江子 | 21.7%  |
| 年もせまった12月。民宿「ダイヤモンドヘッド」は新社長となった春子の営業努力のおかげで繁盛しており、それなりの売上を伸ばしていた。盛況ぶりに喜ぶ真琴であったが、「あの二人」のいない生活に真琴はどこか寂しさを隠せずにいた。一方、「ダイヤモンドヘッド」を出た「あの二人」のうちの一人、鈴木海都は南の島で海洋生物の捕獲する仕事に携わっており、海を知らない子供たちに届ける仕事をしていた。仕事の打ち合わせに向かう途中、向かいの車に、どうにも見たことのある「あの男」の姿を目撃し・・・。その後、ボスの開催するパーティーの会場に向かいボスを探していた海都は、そこで「あの男」、ホテルの経営者になった桜井広海と最悪な再会を果たしてしまう・・・。 |                                                                      |              |            |        |

## 受賞
- 第14回ザテレビジョンドラマアカデミー賞[4][5]
  - 助演女優賞（広末涼子）
  - 脚本賞（岡田惠和）
  - 新人俳優賞（川岡大次郎）
  - 撮影賞
  - キャスティング賞
- 第7回TVLIFEドラマ大賞
  - 助演女優賞（稲森いずみ）
- 第1回日刊スポーツ・ドラマグランプリ
  - 助演女優賞（稲森いずみ）

## その他
- このドラマのストーリーの誕生について岡田は、『海がきこえるII〜アイがあるから〜』（氷室冴子著、1999年、徳間文庫）の解説「私を変えた「海がきこえる」」の中で触れている[6]。
- オープニング、ロケ地はサイパン・マニャガハ島。
- 本編で反町が乗っていた自動車はルノー・4。中古車市場では一時期プレミアがついた時期があった。
- ロケ地は当初非公表だったが、撮影終了後に千葉県の館山市布良、及び鋸南町などであると公表された。
- 本編で眞木がギターで弾いていた自身作曲の「水平線」が話題になり、シングルのリリースや譜面を求める声が殺到した。
- 第1話で登場したJR内房線九重駅の看板が、過去2度ほど盗難に遭っている。現在、その駅舎は改築された。また、ここから乗った車両は小海線の気動車だった。
- スペシャル版収録後に「民宿ダイヤモンドヘッド」は取り壊されてしまったが、看板だけは建築にあたった業者が所有し千倉町（現：南房総市）の瀬戸浜にあった。その後、台風でバラバラに壊れてしまった看板をファンがもらい受け、当時製作にあたった看板屋に依頼して修復。後々「民宿ダイヤモンドヘッド」の建物は復元され、現在はカフェとなっている。現在は、館山市長須賀にある（ファンの寄贈により、「スナック渚」跡地前には、白と緑のベンチがそれぞれ1つずつ残されている）。
- 「民宿ダイヤモンドヘッド」の建物の外観は、東急電鉄田園調布駅の旧駅舎を意識したという。
- スペシャル版で登場した「サウスマリアナ島」は架空の地名で、実際のロケ地はサイパン島。
- 番組開始時のポスターで、各出演者氏名がローマ字表記（例：「TAKASHI SORIMACHI」）されているものがあるが、マイク眞木は「MAKI MAIKU」と表記されていた。
- 第7話でマイク眞木が自身の楽曲「バラが咲いた」を歌っている。
- 1997年のNHK『第48回NHK紅白歌合戦』に反町が主題歌「Forever」で出場し、竹野内が応援ゲストとして登場した。竹野内は、「紅白出場おめでとう」と祝辞を述べ、握手で激励した。（同年の紅白歌合戦には真琴役の広末も出演していた。）
- 反町と竹野内の役名である広海（反町）と海都（竹野内）はいずれも脚本担当の岡田の息子の名前からとったものである（広海が長男、海都が次男）。
- 広末の役名・和泉真琴は、岡田惠和脚本の連続テレビ小説『ひよっこ』（2017年度前期放送）における、ヒロインの親友・助川時子（演：佐久間由衣）の「作中の芸名」と同一である[7]。

## 関連書籍
- 『ビーチボーイズ』岡田惠和 脚本、丹後達臣 ノベライズ、フジテレビ出版、1997年9月1日。ISBN 978-4594023270。